# آپر اسلاوتر
آپر اسلاوتر (به انگلیسی: Upper Slaughter) یک روستا و محله مدنی در بریتانیا است که در Cotswold واقع شده‌است. آپر اسلاوتر ۱۷۷ نفر جمعیت دارد.